# Monowi, Nebraska
Monowi (/ˈmɒnoʊwaɪ/ MON-oh-wy) là một làng hợp nhất trong Quận Boyd, Nebraska, Hoa Kỳ. Theo điều tra dân số năm 2010, ngôi làng chỉ có dân số là 1. Đây là đô thị hợp nhất (có chính quyền địa phương) duy nhất ở Hoa Kỳ với dân số như vậy. Cư dân duy nhất, Elsie Eiler, là thị trưởng cũng như thủ thư kiêm nhân viên pha chế, và do đó là chủ đề của nhiều câu chuyện thú vị khác nhau của con người.
Theo truyền thống, tên Monowi có nghĩa là "hoa" trong một ngôn ngữ thổ dân Mỹ không xác định. Monowi được đặt tên như vậy sau khi nhiều loài hoa dại mọc ở vị trí ban đầu của ngôi làng.

## Lịch sử

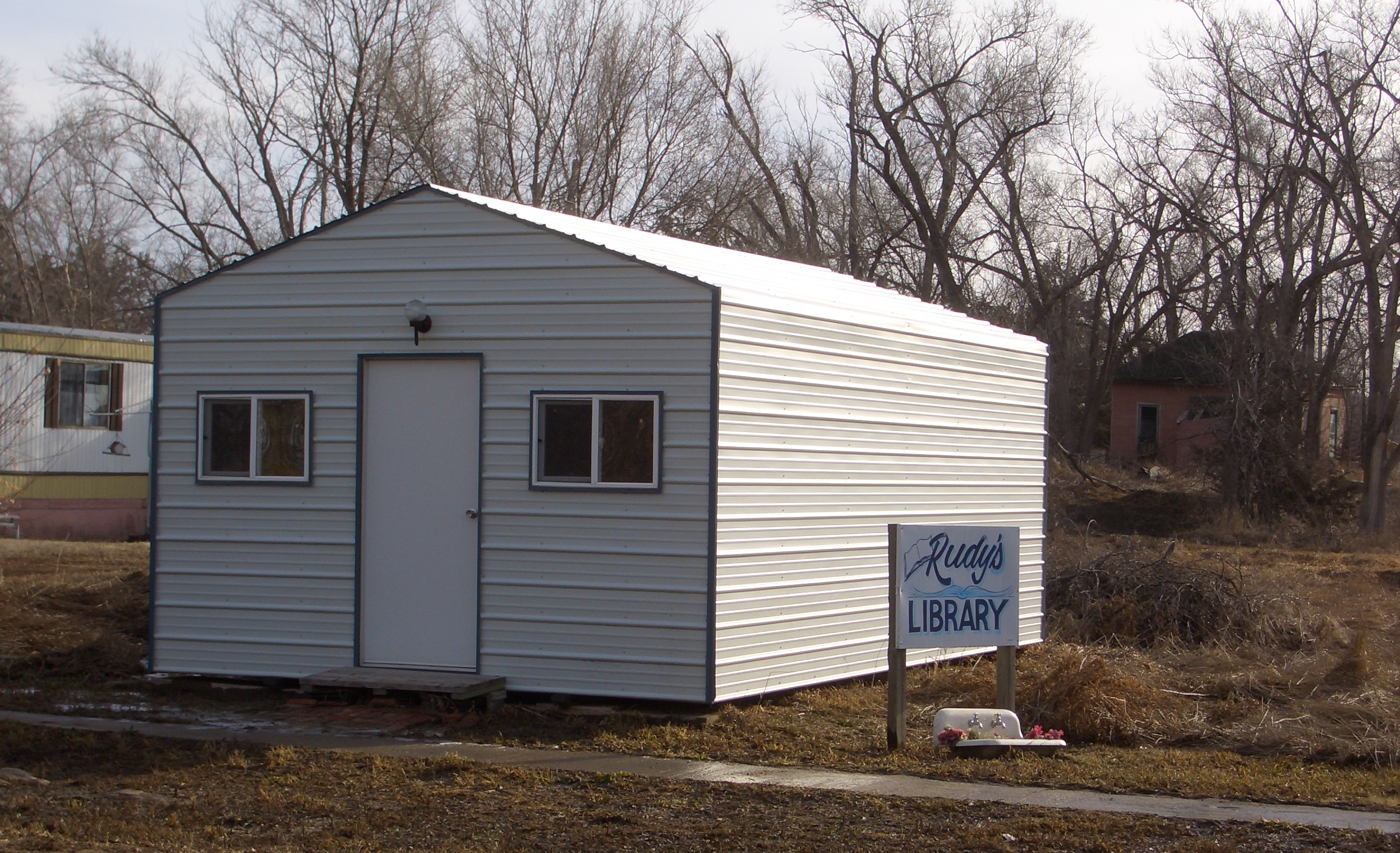
Thư viện của Rudy

Monowi đã được quy hoạch vào năm 1902, khi Đường sắt Fremont, Elkhorn và Missouri Valley được mở rộng đến thời điểm đó. Một bưu điện được thành lập tại Monowi vào năm 1902 và vẫn hoạt động cho đến năm 1967.
Những năm cao điểm của Monowi là vào những năm 1930, khi nó có dân số 150. Giống như nhiều cộng đồng nhỏ khác ở Đại Bình nguyên, nó đã mất những cư dân trẻ tuổi hơn cho các thành phố đang trải qua sự phát triển và cung cấp việc làm tốt hơn. Trong cuộc điều tra dân số năm 2000, ngôi làng có dân số chỉ hai người: một cặp vợ chồng, Rudy và Elsie Eiler sống ở đó. Rudy qua đời năm 2004, để lại vợ là cư dân duy nhất còn lại. Trong tình huống này, cô đóng vai trò là thị trưởng, tự cấp giấy phép rượu và tự đóng thuế. Cô được yêu cầu tạo một kế hoạch đường phố mỗi năm để đảm bảo kinh phí của nhà nước cho bốn đèn đường của làng.

Mặc dù ngôi làng gần như bị bỏ hoang, nhưng nó có một quán bar tên là Monowi Tavern, được điều hành bởi Eiler để giao dịch. Ngoài ra, Eiler duy trì Thư viện Rudy sức chứa năm nghìn quyển sách, được tạo dựng để tưởng nhớ người chồng quá cố của cô.  

## Địa lý
Theo Cục Thống kê Dân số, làng có diện tích tổng cộng 0,54 km². Ngôi làng nằm ở vùng cực đông của quận Boyd, thuộc vùng đông bắc Nebraska. Nó nằm giữa sông Niobrara và sông Missouri. Cộng đồng khu vực gần Monowi là Lynch, nằm cách khoảng 11,4 km. Ngôi làng nằm cách khoảng Omaha khoảng 312,2 km.

## Nhân khẩu
Dữ liệu điều tra dân số cho Monowi làm nổi bật tính độc đáo của nó. Tính đến năm 2010:
- Tổng dân số là một (phụ nữ 76 tuổi, nữ, da trắng).
- Có một hộ, sống một mình.
- Trong số ba ngôi nhà ở tại Monowi, chỉ có một căn được sử dụng.

## Giáo dục
Khu vực này nằm trong khu học chánh công cộng Lynch ở Lynch.

## Nền văn hóa phổ biến
Sau cuộc điều tra dân số năm 1990, thị trưởng của Monowi Elsie Eiler đã liên lạc với đài phát thanh Paul Harvey, người đã đề cập đến một cuộc điều tra dân số cho Monowi trên một chương trình phát sóng.
Ngôi làng cũng đã được đài Arby's (phát sóng lần đầu vào ngày 19 tháng 6 năm 2018) và đài Prudential (phát sóng lần đầu vào ngày 16 tháng 9 năm 2018) quảng cáo trên truyền hình. Ngôi làng cũng được sử dụng làm nơi khởi đầu cho poster quảng cáo lớn nhất thế giới, được hoàn thành vào ngày 13 tháng 6 năm 2018.